# Olgierd Baehr
Olgierd Henryk Baehr (ur. 11 marca 1927 w Grajewie, zm. 21 października 2022) – polski prawnik, działacz katolicki, były członek Trybunału Stanu.

## Życiorys
Pochodził z rodziny szlacheckiej herbu Ursus. Syn ziemianina Mariana Baehra. W 1973 ukończył studia na Uniwersytecie im. Adama Mickiewicza. Uzyskał następnie stopień doktora nauk prawnych.
Był wieloletnim działaczem Klubu Inteligencji Katolickiej. Od 1984 do 1991 pełnił funkcję prezesa KIK w Poznaniu. Zasiadał w Prymasowskiej Radzie Społecznej. Był inicjatorem powołania i pierwszym prezesem Fundacji Poznań-Ille-et-Vilaine. Był członkiem Komitetu Obywatelskiego „Solidarność”. W 1989 wszedł w skład rady naczelnej Zjednoczenia Chrześcijańsko-Narodowego. Od 1991 do 1993 był członkiem Trybunału Stanu.
W 2012 r. został laureatem nagrody honorowej „Świadek Historii” przyznanej przez Instytut Pamięci Narodowej.
W 2022 pośmiertnie odznaczony Krzyżem Kawalerskim Orderu Odrodzenia Polski.